# Familia Pastrana
Los Pastrana es una familia colombiana con una importante influencia política. Entre sus miembros destacan importantes políticos colombianos, incluyendo dos presidentes del país, por lo que se considera una familia relevante en el campo político colombiano.

## Historia
El apellido proviene de la región de Pastrana, en Guadalajara, España. No existe traducción del nombre dado que se trata de una palabra castellana.
El fundador de la rama colombiana de la familia es el neogranadino Justiniano Coronado, nacido en Neiva en 1708. El primer miembro de la familia con el apellido Pastrana fue Tobías Coronado Pastrana, quien heredó el apellido de su madre, Carmen Pastrana Andrade.
Por su parte, el primer miembro de la familia con el apellido Pastrana como primero de sus apellidos fue Isauro Pastrana, quien lo tomó de su madre María Eduviges Pastrana Andrade, parienta de su abuela paterna, Carmen Pastrana. Isauro Pastrana inició así el apellido familiar, que transmitió a su hijo Misael, sus nietos Misael Eduardo y Hernando, sus biznietos Juan Carlos y Andrés, y sus tataranietos Santiago, Valentina y Laura Pastrana, en lugar de usar su apellido familiarː Coronado.

## Presidentes de Colombia
|  | Misael Pastrana | 31.º presidente de la República de Colombia |
|  | Andrés Pastrana | 38.º presidente de la República de Colombia |

### Relación con España

Escudo de Misael Eduardo Pastrana Borrero como caballero gran cruz de la Orden de Isabel la Católica

Los Pastrana empezaron a tener relevancia desde que Misael Pastrana llegó a la presidencia de Colombia, y pudo catapultar su ascendente carrera política con el matrimonio que lo unió a María Cristina Arango, hija de Carlos Arango Vélez. Por el costado materno, es decir, por el lado de la madre de María Cristina Arango , los Pastrana descienden del polímata neogranadino Jorge Tadeo Lozano.
Además de la derivación del apellido, la conexión con los Lozano y el Ducado de Pastrana proviene de un ancestro comúnː Clementina Portocarrero Caycedo. Clementina era hija de Dolores Caycedo y Sanz de Santamaría, sobrina nieta del político Domingo Caycedo y Sanz de Santamaría, quien fue presidente de Colombia varias veces durante la década de los años 30 del siglo XIX. Clementina era la nieta de Andrés Caycedo, hermano de Domingo.
Clementina, según la teoría propuesta, sería la tatarabuela de Andrés Pastrana Arango, ya que la abuela materna de Pastrana, María Vega de Arango (esposa de Carlos Arango Vélez) era nieta de Dolores Portocarrero, hija de Clementina Portocarrero Caycedo. Lo anterior relaciona a la familia Pastrana con otras importantes familias como los Caycedo, los Portocarrero y los Lozano (que a su vez están relacionados con los Ricaurte por lazos familiares de Antonio Nariño).